# Josef Luksch

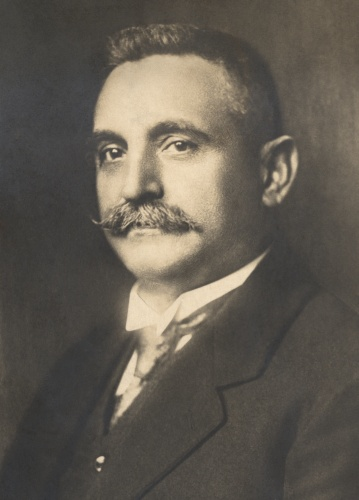
Josef Luksch

Josef Luksch (* 7. März 1862 in Lodenitz bei Pohrlitz (Loděnice), Kaisertum Österreich; † 26. November 1936 ebenda) war ein tschechoslowakischer Politiker (BdL).

## Ausbildung und Beruf
Nach dem Besuch der Volksschule ging er an ein Unterrealgymnasium in Brünn und wurde Landwirt in Lodenitz bei Pohrlitz.

## Politische Funktionen
- 1894–1918: Abgeordneter des mährischen Landtags
- 1901–1907: Abgeordneter des Abgeordnetenhauses im Reichsrat (X. Legislaturperiode), Kurie Landgemeinden; Region Znaim, Datschitz, Nikolsburg etc.; Kronland Mähren
- 1907–1918: Abgeordneter des Abgeordnetenhauses im Reichsrat (XI. und XII. Legislaturperiode), Wahlbezirk Mähren (deutsch) 12, Deutscher Nationalverband (Deutsche Agrarpartei)
- 1920–1925: Senator für den Bund der Landwirte im tschechoslowakischen Parlament
- Mitglied der deutschen Sektion und des Zentralkollegiums des mährischen Landeskulturrates
- Bürgermeister von Lodenitz
- Präsident des Zentralverbandes der deutschen landwirtschaftlichen Genossenschaften Mährens und Schlesiens

## Politische Mandate
- 21. Oktober 1918 bis 16. Februar 1919: Mitglied der Provisorischen Nationalversammlung, DnP